# NGC 5030
NGC 5030 هي مجرة تتبع كوكبة العذراء. اكتشفها إدوارد إس هولدن في 17 مارس 1881.

## روابط خارجية
- NGC 5030 على موقع ويكي سكاي: DSS2, SDSS, GALEX, IRAS, Hydrogen α, X-Ray, Astrophoto, Sky Map, Articles and images